# Juillet 1944 (guerre mondiale)
Chronologie de la Seconde Guerre mondiale
Juin 1944 - Juillet 1944 -  Août 1944
- 1er juillet :
  - Début des exterminations massives dans les camps de concentration allemands.
  - Échec de l'opération Epsom en Normandie, commencée le 25 juin.

- 3 juillet : 
  - Prise de Sienne (Italie) par les Français.

- 4 juillet :
  - Les troupes débarquées en Normandie atteignent un million d'hommes.
  - 2e bombardement du dépôt de V1 de Saint-Leu-d'Esserent par 248 Lancaster (opération Crossbow)
- 5 juillet :
  - Bombardement aérien des infrastructures ferroviaires du Languedoc (gare de Béziers, gare de Montpellier...) par la 15e USAAF.

- 6 juillet :
  - Von Kluge succède à Von Rundstedt comme commandant en chef à l’ouest et chef du groupe d’armées D.

- 6 au 13 juillet :
  - Entretiens à Washington entre Roosevelt et De Gaulle. Les deux hommes se détestent...

- 7 juillet :
  - Les Russes reprennent Minsk.
  - 3e bombardement du dépôt de V1 de Saint Leu d’Esserent par 208 Lancaster et 13 Mosquito (opération Crossbow)
  - 1re phase de l'opération Charnwood : 460 bombardiers de la Royal Air Force larguent plus de 2 500 tonnes de bombes sur Caen.
  - En Corrèze, embuscade du Chavanon près de Bourg-Lastic.

- 7 au 15 juillet :
  - La colonne Jesser arrive dans le Cantal, occupe Murat et Bort-les-Orgues et opère un ratissage allant de Bourg Lastic à Combressol, à la recherche du commandant Duret.

- 8 juillet :
  - 2e phase de l'Opération Charnwood : trois divisions britanniques et canadiennes soutenues par trois brigades blindées attaquent Caen.
  - Alors qu'il faisait route des États-Unis vers l'Angleterre, le sous-marin des Forces navales françaises libres Perle, de la classe Saphir,  est coulé par méprise par un avion Swordfish T1 néerlandais, piloté par le Lt Otterveanger, embarqué sur le porte-avions britannique MV Empire MacColl alors en escorte de convoi au large du Groenland. Il y eut un seul survivant (le premier maître mécanicien Émile Cloarec) et 58 victimes (dont deux britanniques).

- 9 juillet : 
  - Succès de l'opération Charnwood : Caen est libérée par les Britanniques (Dempsey).
  - 5 convois de la colonne Jesser sont envoyés en représailles en Corrèze, à la suite de l’embuscade du Chavanon le 7 juillet.

- 11 au 22 juillet :
  - Conférence monétaire internationale de Bretton Woods.

- 12 juillet
  - Lancement de l'opération Lvov Sandomierz, qui aboutit à la libération de la Galicie.

- 14 juillet :
  - Opération Cadillac, parachutage massif d'armes à la résistance en France.

- 15 juillet :
  - Les Russes atteignent le Niémen.
  - 2e bombardement du dépôt de V1 de Nucourt par 47 Lancaster et 6 Mosquito (opération Crossbow)

- 17 juillet :
  - Un chasseur de la Royal Air Force attaque la voiture du maréchal Rommel en Normandie. Celui-ci est grièvement blessé dans l'accident qui s'ensuit.

- 18 juillet : 
  - Les Alliés libèrent Saint-Lô.
  - Début de l'opération Goodwood pour dégager Caen, qui prend fin le 20 juillet
  - Fin de l'opération Lost commencée le 23 juin

- 19 juillet :
  - Les Alliés prennent Livourne (Italie)

- 20 juillet : 
  - Attentat manqué contre Hitler à Rastenburg, les conjurés dont Claus von Stauffenberg (le poseur de la bombe) sont impitoyablement massacrés (200 exécutions).
  - Caen est totalement libérée
  - Fin de l'opération Goodwood commencée le 18 juillet

- 21 juillet au 23 juillet : 
  - Les Allemands prennent d'assaut le maquis du Vercors.

- 22 juillet
  - À Lublin, les Soviétiques créent le Comité polonais de libération nationale, dominé par les communistes. Il s'oppose au gouvernement polonais en exil à Londres.

- 23 juillet : 
  - Saint-Gingolph, village français à la frontière suisse, est incendié et huit otages sont fusillés à la suite d'une attaque du pont-frontière par les maquisards.

- 24 juillet : 
  - Le camp de concentration de Majdanek est libéré par des forces soviétiques.

- 25 juillet :
  - Début de l'opération Cobra, offensive américaine dans le Cotentin pour percer le front Normand. Elle durera jusqu'au 30 juillet.

- 28 juillet :
  - L'Armée rouge atteint la Vistule.

- 29 juillet :
  - En Corrèze, 75 Tatars désertent les forces allemandes et rejoignent les Résistants de l'Armée secrète.

- 30 juillet : 
  - Fin de l'opération Cobra commencée le 25 juillet. L'opération est un succès, le front allemand en Normandie est enfoncé.

- 31 juillet : 
  - Combats et percée d'Avranches.
  - Départ du 77e convoi de déportation des Juifs de France, du camp de Drancy vers Auschwitz : 1300 déportés, 209 survivants en 1945.
  - Disparition d'Antoine de Saint-Exupéry lors d'une mission de reconnaissance aérienne. Son avion s'abîme en mer au large de Marseille.
  - Bombardement du dépôt de V1 de Rilly-la-Montagne par 97 Lancaster et 36 Mosquito (dont une partie de l'escadron des Dambusters) (opération Crossbow)